# Karl Seeburger
Karl Seeburger (* 17. Juni 1914 in Gundholling bei Mining; † 24. April 1979 ebenda) war ein österreichischer Landwirt und Politiker (ÖVP). Von 1955 bis 1961 war er Abgeordneter zum Oberösterreichischen Landtag.

## Leben und politisches Wirken
Karl Seeburger wurde am 17. Juni 1914 als Sohn des Bauern Johann Seeburger (* 9. Oktober 1878) und dessen Ehefrau Franziska (geborene Lengauer; * 9. März 1879) in Gundholling bei Mining geboren und am 21. Juni 1914 auf den Namen Karl getauft. Seine Eltern hatten am 25. Oktober 1904 geheiratet.
Karl Seeburger übernahm 1942 den Bauernhof der Eltern in der Gemeinde Mining und führte ihn als Fleckviehzuchtbetrieb. Bald darauf engagierte er sich im Genossenschaftswesen; er war Vorstand und ab 1960 Obmann der Innviertler Lagerhausgenossenschaft Geinberg, ab 1959 Bezirksobmann des Fleckviehzuchtverbandes sowie Obmann der Molkereigenossenschaft Geinberg. Ab 1962 war Seeburger auch Aufsichtsratsmitglied der Oberösterreichischen Warenvermittlung. Als Gründungsmitglied der Raiffeisenkasse Mining wurde er 1966 Aufsichtsrat des Raiffeisenverbandes Oberösterreich. Daneben war Seeburger Landwirtschaftskammerrat.
Seeburger war politisch in seiner Heimatgemeinde als Bürgermeister zwischen 1949 und 1955 aktiv; anschließend war er bis 1961 Abgeordneter zum Oberösterreichischen Landtag.
Privat war Seeburger 20 Jahre lang als Obmann der Liedertafel Mining tätig; daneben war er von 1963 bis 1975 Bezirksjägermeister.
1979 verunglückte Seeburger tödlich.

## Auszeichnungen
1971 wurde Seeburger der Berufstitel Ökonomierat verliehen; des Weiteren erhielt er die Raiffeisenmedaille in Silber.